# (5913) 1990 BU
(5913) 1990 BU là một tiểu hành tinh vành đai chính. Nó được phát hiện ở Yorii Observatory bởi Masaru Arai và Hiroshi Mori ngày 20 tháng 1 năm 1990.